# Тимохин, Валерий Васильевич
Валерий Васильевич Тимохин (азерб. Valeri Vasilyeviç Timoxin; род. 15 апреля 1959) — советский и азербайджанский стендовый стрелок и тренер, мастер спорта СССР международного класса, серебряный призёр чемпионата мира 1995 года, бронзовый призёр чемпионата Европы 1987 года, обладатель Кубка мира 1992 года. Представлял СССР на Олимпийских играх 1988 года в Сеуле, а Азербайджан на Олимпийских играх 1992 года  (в составе объединённой команды) в Барселоне и Олимпийских играх 1996 года в Атланте.

## Государственные награды
- В январе 1991 года Валерий Васильевич Тимохин был награждён Почётной грамотой Азербайджанской ССР[2].
- В марте 1995 года за высокие достижения на международных соревнованиях, а также за заслуги в развитии азербайджанского спорта Валерий Васильевич Тимохин был награждён медалью «Прогресс»[3].